# Gà Polverara

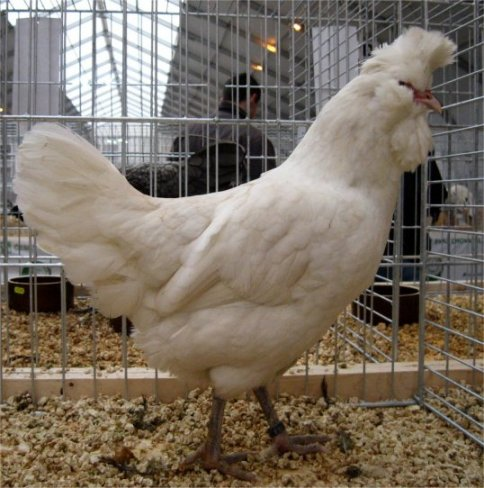
Gà Polverara trắng

Gà Polverara (hay còn được gọi là Schiatta hay S'ciata) là một giống gà cổ xưa của vùng Polverara ở tỉnh Padova, thuộc vùng Veneto của đông bắc nước Ý. Gà Polverara là giống gà có kiêm dụng cho cả thịt gà và trứng gà. Chúng được nuôi giữ ở trạng thái mở vì nó thích nghi kém với khả năng nuôi nhốt và có thể ngủ ở những cây có sẵn. Những con gà dễ dàng đạt tới trọng lượng 3 kg. Gà mái đẻ ít nhất 150 quả trứng mỗi năm. Thịt gà giống này sẫm màu hơn so với một số giống khác và tinh tế và có hương vị thơm ngon.

## Lịch sử
Gà Polverara lấy tên từ Polverara, một thị trấn nhỏ ở vùng Saccisica nông thôn của tỉnh Padova. Lịch sử ban đầu của giống Polverara là không rõ ràng, cũng như mối quan hệ của nó với gà Padovana (cả giống đen và trắng). Polverara là một giống lớn hơn, với một cái mào nhỏ hơn và bộ râu. Nó đã được đề nghị cho rằng cả hai nó xuất phát từ nguồn gốc gà Padovana, và cũng có ý kiến cho rằng chính gà Padovana mới xuất xứ từ giống gà này.
Hai nguồn cung cấp bằng chứng quan trọng về gà ở châu Âu trong thời La Mã gồm hai bức tượng bằng đá cẩm thạch của gà được chú ý đặt trong Sala degli Animali ("hội trường động vật") của Viện bảo tàng Vatican năm 1927 bởi Alessandro Ghigi thì ngày từ thế kỷ thứ 1 hoặc thứ 2 sau Công nguyên đã xuất hiện giống gà; một hộp sọ gà được khai quật tại West Hill, Uley, Gloucestershire ở Anh cho thấy thoát vị não điển hình của các giống gà có mào và có niên đại từ thế kỷ thứ 4.
Những ghi chép đầu tiên về gà của Polverara là từ Bernardino Scardeone (1478–1554), người viết về Saccisica: "khu vực này nổi tiếng với sự phong phú của những con gà có kích thước đáng kể, đặc biệt là ở làng Polverara". Alessandro Tassoni (1565–1635), trong bài thơ giả tạo của ông La Secchia Rapita ("The Stolen Bucket", 1622) nói về "Polverara là vương quốc của gà trống". Một bức tranh của Giovanni Agostino Cassana (1658–1720) trong Musei Civici degli Eremitani, bảo tàng thành phố Padova, cho thấy một sợi dây kéo người phụ nữ trong một cảnh quan nông thôn, bao quanh bởi một số động vật là vật nuôi, bao gồm một con gà mái màu trắng gần giống giống Polverara.
Vào cuối thế kỷ 19, sự suy giảm của giống gà này là bắt nguồn do sự lai tạp giống với những con gà khác, và đã trở nên một cách rõ ràng. Bất chấp những nỗ lực khác nhau của các nhà lai tạo để bảo tồn giống gà cổ xưa này, và tổ chức của Comune của Polverara vào năm 1925 của giải thưởng hàng năm 300 lire (đồng tiền Ý) để được trao cho nhà tạo giống tốt nhất, gà Polverara đã bị từ chối trong hầu hết thế kỷ 20 vì một lẽ rằng đây giống gà thô với sự thích nghi kém với thâm canh, số lượng của nó giảm cho đến khi chỉ còn lại bảy con.
Từ những năm 1980, những nỗ lực mới đã được thực hiện để phục hồi và tái tạo lại nó. Giống gà này được đưa vào tiêu chuẩn chính thức năm 1996 của Federazione Italiana Associazioni Avicole, Liên đoàn các hiệp hội gia cầm Ý là cơ quan quản lý chăn nuôi gia cầm tại Ý. Nó được bảo vệ bởi Cộng đồng Châu Âu. Số lượng giống gà này vẫn còn thấp. Một nghiên cứu được công bố năm 2007 đã sử dụng một con số khoảng 1200 cho tổng số lượng giống, trong đó khoảng 300 là gà trống như vậy chúng vẫn còn ở tình trạng nguy kịch.

## Đặc điểm
Hai màu sắc được công nhận cho gà Polverara là màu lông đen và màu lông trắng. Màu đen là giống gà lông màu đen đậm với nền tông xanh đậm, chân là một màu đá phiến xanh, và mỏ tối màu đen. Màu trắng là giống gà lông màu trắng thuần tuyền (thuần khiết), với chân màu xanh lá cây liễu và mỏ vàng hồng nhạt. Da giống gà này trắng. Đỉnh nhỏ và hướng lên trên, chiếc mồng nhỏ và chữ V (mồng chạc). Các nọng dái tai nhỏ, thùy tai có kích thước trung bình và màu trắng thuần khiết. Trọng lượng trung bình của giống gà này là 2,5–2,8 kg (5,5–6,2 lb) đối với gà trống, và 1,8–2,1 kg (4,0–4,6 lb) đối với gà mái. Trứng có vỏ màu trắng và nặng ít nhất 50 g. Kích thước vòng là 18 mm đối với gà trống, và 16 mm đối với gà mái.